# Koi Oto to Amazora
Singles de AAA
Love Is In The Air
(2013) Love
(2014)
Koi Oto to Amazora est le 38esingle du groupe AAA sorti sous le label Avex Trax le 4 septembre 2013 au Japon. Il arrive 3e à l'Oricon. Il se vend à 37 795 exemplaires la première semaine et reste classé 6 semaines pour un total de 43 976 exemplaires vendus en tout durant cette période.

## Liste des titres
| 1. | Koi Oto to Amazora (恋音と雨空)                |  |
| 2. | Mask                                           |  |
| 3. | Koi Oto to Amazora (Instrumental) (恋音と雨空) |  |
| 4. | Mask (Instrumental)                            |  |

| 1. | Koi Oto to Amazora (Clip Vidéo) (恋音と雨空) |  |
| 2. | Koi Oto to Amazora (Making Of)               |  |

| 1. | Koi Oto to Amazora (恋音と雨空)             |  |
| 2. | Mask                                        |  |
| 3. | Think about AAA 7th Anniversary ~season 29~ |  |
| 4. | Think about AAA 7th Anniversary ~season 30~ |  |